# Шарлоттенборг
Шарлоттенборг (дат. Charlottenborg Slot) — одна из резиденций, принадлежащих датской королевской семье в Копенгагене. Находится в центральной части датской столицы. В настоящее время в здании располагается художественная галерея и Датская королевская академия изящных искусств.

## История
Участок, на котором ныне находится дворец Шарлоттенборг, первоначально был подарен датским королём Кристианом IV своей фаворитке Вибке Крузе, разбившей здесь увеселительный парк. После её смерти он достался по наследству незаконнорожденному сыну Кристиана от этой его любовницы, Ульрику Кристиану Гюлленлёве. Молодой человек скончался в возрасте 28 лет, и этот парк достался внебрачному сыну короля Фредерика III, Ульрику Фредерику Гюлленлёве. Ульрик Фредерик был также сводным братом кронпринца и затем короля Кристиана V, от которого он и получил разрешение на возведение дворца-резиденции.
Кристиан V вынашивал планы расширения и модернизации Копенгагена, во многом ещё сохранявшего черты средневекового города. В связи с этим он создаёт большую площадь — Kongens Nytorv (Новый королевский рынок), которую должны были окружать современные и высокие дома. Первым из них стал дворец Шарлоттенборг, носивший первоначально название Gyldenløves Palais (Дворец Гюлленлёве). Он строился с 1672 по 1683 год по проекту архитектора Ганса ван Стенвинкеля; архитектурные работы осуществлялись под руководством голландского зодчего Эверта Янсена. Здание в 3 этажа было возведено в стиле нидерландского барокко. К задней части здания первоначально прилегал парк, разбитый в стиле барокко. После смерти короля Кристиана V дворец был выкуплен его вдовой Шарлоттой Амалией Гессен-Кассельской, перестроен и служил ей резиденцией до её смерти. С тех пор здание получило своё нынешнее название.
В 1754 году дворец был передан Датской королевской академии изящных искусств, во владении которой он остаётся и по сей день. Расположенная здесь художественная галерея периодически проводит крупные выставки произведений искусства. В 2007 году Шарлоттенборг подвёргся реставрации, завершившейся в начале 2008 года.